# Rošpoh (Maribor)
Rošpoh is een plaats in Slovenië en maakt deel uit van de gemeente Maribor in de NUTS-3-regio Podravska. 